# Cestrum glanduliferum
Cestrum glanduliferum ist eine Pflanzenart aus der Gattung der Hammersträucher (Cestrum). 

## Beschreibung
Cestrum glanduliferum ist ein bis zu 6,5 m hoher Strauch oder Baum. Die Zweige können fein oder spärlich behaart, oder aber unbehaart sein. Die Laubblätter sind elliptisch-langgestreckt oder elliptisch-lanzettlich, sie werden 11 bis 26,5 cm lang und 3,5 bis 10,5 cm breit. Sie sind fast lederig, auf der Oberseite unbehaart und auf der Unterseite fein drüsig behaart. Nach vorn sind die Blattspreiten spitz oder kurzspitzig, an der Basis schmal gerundet bis spitz. Die Blattstiele sind 1 bis 2 cm lang.
Die Blütenstände stehen in den Achseln und bilden Trauben aus nur wenigen Blüten. Die Rhachis ist fein behaart und kürzer als die Blattstiele, die Tragblätter sind fein behaart und linealisch, sie können beständig sein oder abgeworfen werden. Die Blüten selbst sind aufsitzend oder nur kurz gestielt. Der Kelch erreicht eine Länge von 3,5 bis 4 mm, ist unbehaart oder unauffällig drüsig behaart. Er ist mit dreieckigen Kelchzipfeln besetzt, die etwa 0,5 mm lang und an der Spitze behaart sind. Die Krone ist grün oder gräulich-grün gefärbt, die schlanke Kronröhre ist etwa 14 mm lang und verbreitert sich zur Spitze hin. Die Kronlappen sind langgestreckt, unbehaart und etwa 3 bis 3,5 mm lang. Die Staubfäden sind 2 mm lang, besitzen Anhänge an der Basis, die leicht eingeschnitten bis fast zur Basis hin geteilt sind und eine unauffällige, papillöse Behaarung besitzen. Abgesehen von dieser Behaarung ist die Kronröhre unbehaart. Der Griffel ist etwa 11,5 mm lang.
Die Frucht erreicht eine Länge von zirka 6 mm und enthält einen einzelnen Samen mit einer Länge von 4,5 mm.

## Vorkommen
Die Art wächst in feuchten Wäldern in Höhenlagen um 1050 m. Sie ist im südlichen Mexiko verbreitet, aus Guatemala ist sie aus mindestens einer Sammlung bekannt.